# Scolanthus
Scolanthus is een geslacht van zeeanemonen uit de klasse van de Anthozoa (bloemdieren).

## Soorten
- Scolanthus armatus (Carlgren, 1931)
- Scolanthus callimorphus Gosse, 1853
- Scolanthus curacaoensis (Pax, 1924)
- Scolanthus intermedius (McMurrich, 1893)
- Scolanthus nidarosiensis (Carlgren, 1942)
- Scolanthus scamiti Daly & Ljubenkov, 2008
- Scolanthus triangulus Daly & Ljubenkov, 2008